# Walter Hugelshofer
Walter Hugelshofer (* 1. April 1899 in Basel; † 18. Oktober 1987 in Zollikon) war ein Schweizer Kunsthistoriker.

## Leben
Walter Hugelshofer war ein Sohn des Schriftsetzers Jakob Hugelshofer und der Emma Hugelshofer, geb. Grether. Im Jahr 1926 heiratete er Alice Reinhart, eine Tochter Jakob Reinharts aus Winterthur. Im selben Jahr schloss er seine Promotion ab, nachdem er in Zürich studiert hatte. Er lebte dann als freischaffender Kunsthistoriker in Zürich. Hugelshofer veröffentlichte etliche Aufsätze und Monographien zu kunstgeschichtlichen Themen. Sein Werk Die Meisterzeichnung umfasste fünf Bände, die in den Jahren 1928 bis 1946 publiziert wurden.

## Umgestaltung der Sammlung Sturzenegger
Hugelshofer war massgeblich an der Umgestaltung der Sammlung Sturzenegger in St. Gallen beteiligt. Eduard Sturzenegger hatte im Jahr 1926 der Stadt St. Gallen 175 Bilder geschenkt. Wenige Jahre später, nach Sturzeneggers Tod, beschloss man, diese Sammlung «umzugestalten». Neben dem Politiker Konrad Nägeli und dem Kunsthändler Fritz Nathan war daran auch Hugelshofer beteiligt. 1935 übergab er dem Stadtammann Nägeli ein achtseitiges Gutachten zu der Sammlung, in dem er nur 35 Gemälde als «galeriefähig» bezeichnete und empfahl, den Rest - zu diesem Zeitpunkt umfasste der Katalog der Sammlung noch 168 Werke - «abzustossen» und dafür bessere Bilder zu kaufen. Der Stadtrat folgte Hugelshofers Empfehlungen in weiten Teilen und Sturzeneggers Erben widersprachen nicht. Damit handelte man eindeutig gegen den Schenkungsvertrag, in dem zu lesen war: «Die Gemäldesammlung ist als solche einheitlich zusammenzuhalten und darf nicht veräussert werden». 1935 und 1936 verkaufte man in Galerien und auf Auktionen grössere Mengen Gemälde. Hugelshofer hatte nach der Sichtung der Werke festgestellt: «Die Mehrzahl […] ist nur in München verwertbar. Glücklicherweise besteht gerade augenblicklich eine momentane Konjunktur für Gemälde dieser Art. […] Da diese Welle des schlechten Geschmacks in absehbarer Zeit wieder abebben dürfte, ist sehr zu raten, diese unerwartete Chance – das Glück im Unglück – ungesäumt auszunützen.» Dies geschah denn auch und die Sammlung wurde nach Hugelshofers Empfehlungen stark verändert.

## Werke (Auswahl)
- Die Kunst der alten Schweizer (= Bibliothek der Kunstgeschichte. Bd. 82). E. A. Seemann, Leipzig 1925.
- Giovanni Giacometti, 1868-1933. Zürich: Orell Füssli 1936. (Monographien zur Schweizer Kunst; 8).
- Schweizer Kleinmeister. Zürich: Fretz & Wasmuth Verlag 1943.
- Ferdinand Hodler: Eine Monographie. Zürich: Rascher 1952.
- Schweizer Zeichnungen.  Von Niklaus Manuel bis Alberto Giacometti. Bern: Stämpfli 1969.